# Microcharmus pauliani
Espèce
Synonymes
- Ankaranocharmus pauliani Lourenço, 2004

Microcharmus pauliani est une espèce de scorpions de la famille des Buthidae.

## Distribution
Cette espèce est endémique de Madagascar. Elle se rencontre dans les régions Diana et de Boeny.

## Description
La femelle holotype de Microcharmus pauliani pauliani mesure 14,7 mm.
Le mâle holotype de Microcharmus pauliani namoroka mesure 14,30 mm et la femelle paratype 17,90 mm et la femelle holotype de Microcharmus pauliani ambre mesure 15,80 mm.

## Liste des sous-espèces
Selon The Scorpion Files (18/09/2022) :
- Microcharmus pauliani pauliani (Lourenço, 2004) de la réserve spéciale d'Ankarana
- Microcharmus pauliani ambre Lourenço, Goodman & Fisher, 2006 de la réserve spéciale de la Forêt d'Ambre
- Microcharmus pauliani namoroka Lourenço, Goodman & Fisher, 2006 du parc national du Tsingy de Namoroka

## Systématique et taxinomie
Cette espèce a été décrite sous le protonyme Ankaranocharmus pauliani par Lourenço en 2004. Elle est placée dans le genre Microcharmus par Lourenço en 2006.

## Étymologie
Cette espèce est nommée en l'honneur de Renaud Paulian.

## Publications originales
- Lourenço, 2004 : « Humicolous microcharmid scorpions: A new genus and species from Madagascar.. » Comptes Rendus Biologies, vol. 327, no 1, p. 77-83.
- Lourenço, Goodman & Fisher, 2006 : « A reappraisal of the geographical distribution of the endemic family Microcharmidae Lourenço (Scorpiones) in Madagascar and description of eight new species and subspecies. » Proceedings of the California Academy of Sciences, sér. 4, vol. 57, no 26, p. 751–783 (texte intégral).